# Ridha Boushih
Ridha Boushih, né le 24 août 1956, est un footballeur tunisien.
Il évolue au poste de milieu de terrain au sein du Club africain.

## Carrière
- 1976-1987 : Club africain (Tunisie)[1]

## Palmarès
- Champion de Tunisie : 1979, 1980
- Vainqueur de la coupe de Tunisie : 1976
- Vainqueur de la Supercoupe de Tunisie : 1979

## Sélections
- 5 matchs internationaux[1]